# Adventures of Superman (telessérie)

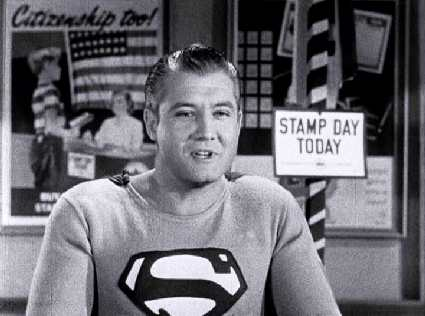
George Reeves atuando em Adventures of Superman (telessérie).

Adventures of Superman é uma série de televisão estadunidense baseada no personagem de histórias em quadrinhos Superman, criado em 1938 por Jerry Siegel e Joe Shuster. Esta foi a primeira série de TV que apresentava o Superman, e começou a ser filmada em 1951, na Califórnia.
Patrocinado pelos cereais Kellogg's, foi a primeira e última série sindicalizada da TV, e as datas em que foi ao ar são controversas, mas geralmente aceitas como 19 de setembro de 1952 a 28 de abril de 1958. Após as duas primeiras temporadas (episódios 1 – 52, 26 títulos por temporada), em preto e branco, a série foi originalmente feita em monocromia, pela ABC, em first-run syndication. Os telespectadores não veriam Superman em cores, então, até que a série foi distribuída para as emissoras locais, em 1965.
George Reeves personificava Clark Kent/Superman; Jack Larson como Jimmy Olsen, John Hamilton como Perry White e Robert Shayne como Inspetor Henderson. Phyllis Coates personificava Lois Lane na primeira temporada, enquanto Noel Neill a interpretou na segunda temporada (1953). As histórias giravam em torno do Superman em suas lutas contra diversos vilões na cidade fictícia de Metrópolis, enquanto o repórter Clark Kent está fora do Daily Planet. Lois Lane e Jimmy Olsen, colegas de Clark no escritório, colocam-se frequentemente em situações de perigo, as quais só podem ser resolvidas pelo Superman.
Adventures of Superman apresentava efeitos visuais avançados para a televisão da época e, apesar de não ganhar nenhum prêmio importante, foi popular com seu público e continua popular até hoje. Seu tema de abertura é conhecido como The Superman March. Em 1976, o livro Superman: From Serial to Cereal foi publicado e, em 1987, foram selecionados alguns episódios para o vídeo. Em 2006, a série se tornou disponível na íntegra em DVD, e as suas reprises ainda têm um lugar na agenda de programação de televisão. Em 2006, foi produzido um filme, Hollywoodland, uma dramatização que envolve a produção da série, até a morte de sua estrela principal, George Reeves.

## Produção
Em 1951, o produtor californiano de filmes B, Robert L. Lippert, realizou um filme em preto e branco estrelando George Reeves e Phyllis Coates, denominado Superman and the Mole Men, com roteiro de Robert Maxwell e Whitney Ellsworth (sob o pseudônimo coletivo Richard Fielding) e direção de Lee Sholem. O filme, além de servir de teste para a primeira temporada da série na televisão, foi posteriormente transformado em um episódio em duas partes intitulado “The Unknown People”, o único episódio em duas partes da série, indo ao ar no final da primeira temporada. A série descontinuara, inicialmente, sua produção, não sendo exibida até setembro de 1952, quando a fabricante de cereais Kellogg's concordou em patrociná-la, pois a empresa já havia feito tal patrocínio com a série de rádio Superman.
O sucesso da série foi uma grande surpresa para o elenco. Jack Larson lembra de ter sido pego de surpresa pela sua nova fama. Após a primeira temporada, a atriz Phyllis Coates assumiu outros compromissos e não retornou ao papel de Lois Lane, sendo substituída por Noel Neill (que interpretara o papel no seriado Superman, em 1948), que interpretou o papel até o final da série. O elenco principal se manteve intacto até o episódio final, com Phillips Tead ocasionalmente juntando-se ao elenco nas últimas temporadas, como Professor Pepperwinkle. Para promover e divulgar o show, os integrantes do elenco Reeves, Hamilton e Larson ganharam dinheiro extra, aparecendo em comerciais de Kellogg's durante a segunda temporada. No entanto, Noel Neill nunca foi aventada para tais propagandas, pois os patrocinadores ficaram preocupados com o fato de que cenas de Clark Kent num breakfast com Lois Lane fossem muito sugestivas.
Desde o início, a série foi filmada como um seriado, com as mesmas roupas para agilizar os horários de gravação de seqüência e reduzir os custos. Por exemplo, todas as cenas que ocorreram no "Perry White Office" seriam filmadas de costas, para colocação futura em vários episódios, o que foi muitas vezes confuso para os atores. Outra opção foi usar o mesmo escritório de Clark para Lois Lane, com uma simples mudança de tapeçarias de parede, dispensando a construção de um conjunto adicional. Outro recurso cênico ocorreu nas últimas temporadas, em que algumas locações externas foram realizadas com episódios sendo filmados quase que inteiramente no estúdio.
O orçamento para a série foi relativamente baixo, com um episódio completo custando em média US $ 15.000. Os atores foram pagos com 200 dólares por episódio, com os historiadores da série e Jack Larson afirmando que o elenco teve que fazer repetidas visitas aos produtores para um aumento de 50 dólares, caso contrário desistiriam da produção.
Até o final da série, Reeves estava ganhando 2500 dólares por episódio, mas o restante do elenco ainda ganhava pouco. As estrelas assinaram uma "corrida do contrato de programa", significando que o produtor poderia exigir os seus serviços para disparar uma nova temporada dentro de um prazo de trinta dias. No entanto, essa cláusula também os proibiu de assumir qualquer compromisso de longo prazo, como filmes ou teatro.
O traje vermelho-azul-amarelo de Reeves foi originalmente marron-acinzentado e branco, de modo que seria mais apropriado em fotografia com tons de cinza em filme preto e branco. Após duas temporadas, os produtores resolveram filmar em cores, uma atitude ousada para a época, pois eram poucas as séries de TV em cores nos anos 50. A televisão em cores só foi padronizada em 1953, assim a maioria dos espectadores proprietários de aparelhos em preto-e-branco não podia ver a série em cores. Os produtores visualizaram a importância da cor no futuro, de forma a valorizar os episódios mais tarde. As filmagens dos episódios de cores começaram em 1954, e foram transmitidas em monocromia a partir de 1955. Mediante os custos da filmagem em cores, os produtores cortaram o número de episódios por temporada pela metade. Cada temporada de 26 semanas teria 13 novos episódios e 13 reprises das séries mais antigas em preto e branco. As impressões monocromáticas dos episódios em cores também tiveram que ser tratados de modo a produzir um contraste um pouco semelhante com as cores do novo traje de Reeves, como houve com o das estações anteriores (com o contraste aumentado a cada temporada), como os tons de cinza das cores azul e vermelho, de outro modo teriam sido quase indistinguíveis.
Durante os últimos 50 episódios, uma atitude de indiferença prevaleceu, atribuída à deterioração moral entre elenco e equipe, com a despesa adicional da filmagem em cores e disputas salariais. O produtor Whitney Ellsworth, posteriormente, admitiu: "Sometimes there was just garbage in the rushes, but we were often forced to use what we had, rather than relight the set and go again".

## Temporadas

### Temporadas em preto e branco, 1952–1953
Os episódios noir das duas primeiras temporadas lembram os seriados de ação e aventura, além de melodramas criminais da década de 1940. O elenco de apoio era preenchido com atores característicos do cinema, aumentando a semelhança. Phyllis Coates, assim como George Reeves, obteve liderança popular nos papéis B característicos do período.
Durante a série, Reeves e Coates recebiam a mesma bilheteria, pois Coates criara uma Lois Lane de temperamento forte, uma repórter empreendedora que tentava superar Clark Kent. Jack Larson representava Jimmy Olsen, como estagiário no Daily Planet, sempre investigando a verdade por trás de algo errado, mas que sempre acabava sendo pego pelos bandidos. Frequentemente era ajudado por Superman, no último instante.
Superman é visto como uma presença misteriosa, desconhecida para muitos dos bandidos ("Quem é o cara de roupa de circo?" pergunta um vilão em "The Riddle of the Chinese Jade"). Os episódios apresentavam muita ação, e muitas vezes histórias violentas, em que Superman lutava contra gangsters e mestres do crime; muitos personagens encontraram a morte nesses episódios.
Quando o elenco foi chamado para a segunda temporada, Phyllis Coates havia assumido outro compromisso, e os produtores procuraram Noel Neill, dando-lhe papel secundário ao lado de Larson, Hamilton e Shayne. A interpretação de Neill era mais acessível ao público jovem de televisão, mais doce e simpática ao contrário da eficiência e caráter forte de Coates. Bob Maxwell, cujos episódios na primeira temporada beiravam o macabro, deixou a série (iria produzir “Lassie” em 1954). Whitney Ellsworth tornou-se o produtor do Superman em 1953 e assim continuaria a ser durante todo o período da série (ele já estava trabalhando na mesma, creditado como produtor associado e editor de história, durante a época inicial). A segunda temporada se mostrava ainda bastante séria, mantendo suas qualidades de drama noir, mas caminhava mais na direção da ficção científica, com Ellsworth moderando a violência de forma significativa. Com a maioria dos bandidos tornando-se mais trapalhões e apenas alguns mortes ocasionais, geralmente fora da tela, a Kellogg's deu sua aprovação à abordagem de Ellsworth e a série continuou a ser um sucesso. Histórias sentimentais ou humorísticas eram mais comuns do que na primeira temporada, e uma grande parte das histórias tratou de assuntos pessoais do Super-Homem, tais como a sua perda de memória em "Panic in the Sky".

### Temporada em cores, 1954–1958
Com a temporada colorida, a série começou a assumir o tom mais alegre das revistas em quadrinhos do Superman da década de 1950. Os vilões se tornaram mais caricatos, e a violência foi mais abrandada. O tiroteio que ocorria era apenas destinado ao Superman e, obviamente, as balas ricocheteavam. Superman ficou menos propenso a se envolver em brigas com os vilões. Nas ocasiões em que Superman fazia uso da força física, ele dominava os bandidos com golpes de karatê, ou dominava dois criminosos com as mãos, batendo suas cabeças juntas. Na maioria das vezes, os vilões fugiam de Superman. Muito popular entre os telespectadores, coube a Jimmy o papel cômico. Em muitos dos episódios ele e Lois sendo capturados, só para serem resgatados no último minuto por Superman.
Os roteiros da sexta e última temporada não atingiram o sucesso dos dois anos anteriores e muitas vezes foram retomadas situações comuns em seriados, e incluídos elementos de ficção científica como um robô movido a kryptonita e explosões atômicas. Em um dos últimos episódios, "The Perils of Superman" (numa retomada de The Perils of Pauline), houve de fato a retomada ao cliffhanger dos seriados: Lois amarrada a um trilho de trem, com um trem de alta velocidade caindo sobre ela, Perry White quase serrado ao meio, Jimmy em um carro desgovernado indo para um precipício, e Clark Kent imerso em um tanque de ácido. Este foi um dos três episódios dirigidos por George Reeves, na tentativa de injetar alguma vida nova à série. O cabelo de Noel Neill foi tingido para um vermelho brilhante para esta temporada, embora a mudança da cor não era aparente nas transmissões iniciais em preto e branco. Os esforços de Reeves não salvaram a série, porém, do cancelamento.

### Stamp Day for Superman
A pedido do Departamento do Tesouro dos EUA, a produtora fez um filme especial para promover planos de poupança para as crianças. Esse foi o episódio nº 105, “Stamp Day for Superman”, mostrado no ensino fundamental em 1960, e o único que entrou no domínio público. Apresentava Clark Kent/ Superman, Jimmy Olsen e Lois Lane em um episódio normal, preto e branco, da segunda temporada, com os semi-regulares Tristam Coffin (como porta-voz do governo) e Billy Nelson (como um criminoso). Foi dirigido por Thomas Carr.

### Escolha do elenco
O Superman do programa de rádio, Bud Collyer, sentiu que estava velho demais (aos 43) para desempenhar o papel da televisão. Kirk Alyn, que personificara o Superman no seriado, declarou que recusara o papel da série de TV por medo de ser rotulado. Os produtores da série afirmaram que nem Alyn, nem seus coadjuvantes de série Noel Neill, Tommy Bond ou Pierre Watkin (que mais tarde foi considerado para o papel de Perry White na sequência da morte de John Hamilton), foram considerados seriamente para a temporada inaugural.

### Locações
A filmagem de Adventures of Superman começou na RKO-Pathe Studios (posteriormente Desilu Productions) em Culver City, Califórnia em agosto/ setembro de 1951. O custo dos episódios foi aproximadamente $15.000 por cena, um programa de baixo orçamento para os padrões de então ou de agora. Em 1953-1954, a série foi filmada no “Califórnia Studios” e, em 1955, no Chaplin Studios. Em 1956-1957, foi filmada no “Ziv Studios”.
O edifício do Daily Planet, na primeira temporada, foi o “Clem Wilson Building” em Los Angeles, Califórnia, enquanto o “Carnation Milk Company Building”, a poucos quarteirões ao leste, serviu como porta de entrada do Daily Planet. Muitas das cenas externas da primeira temporada foram gravadas na RKO Pictures, no “RKO Forty Acres”, um local que mais tarde se tornou famoso como a pequena cidade ficcional de Mayberry, Carolina do Norte, no The Andy Griffith Show. Encostas em Culver City, ruas da cidade de Los Angeles, ou de zonas residenciais em San Fernando Valley, foram usados muitas vezes para cenas  externas durante todas as seis temporadas. Posteriormente, as filmagens ocorreram em estúdios, com tomadas externas (como os veículos de condução ao longo das estradas), muitas vezes com dublês ao volante. Outro marco das filmagens em Los Angeles foi o “Griffith Observatory”. Com exceção de alguns clipes em Nova York, em "Superman on Earth", a maioria dos clips utilizados para descrever Metropolis são da área de Los Angeles.

### Sequência de abertura
Surgem ocasionais confusões sobre o artigo "The" antes de “Adventures of Superman”, pois assim era proferido pelo narrador. Alguns referenciam  como título "The Adventures of Superman"; outros simplesmente rotulam a série como Superman. O título é geralmente aceito como Adventures of Superman, sem o artigo precedendo "Adventures".
A narração de abertura do show, mais extensa do que o do programa de rádio de 1940 e do Superman, foi realizada por Bill Kennedy (com a primeira frase falada por Charlie Lyon), emoldurado pela música tema do programa, e preparando o terreno para cada programa:
| “ | Kelloggs, 'The Greatest Name In Cereals', presents: The Adventures of Superman. Faster than a speeding bullet! More powerful than a locomotive! Able to leap tall buildings in a single bound! ("Look! Up in the sky!" "It's a bird!" "It's a plane!" "It's Superman!")... Yes, it's Superman ... strange visitor from another planet, who came to Earth with powers and abilities far beyond those of mortal men! Superman ... who can change the course of mighty rivers, bend steel in his bare hands, and who, disguised as Clark Kent, mild-mannered reporter for a great metropolitan newspaper, fights a never-ending battle for truth, justice, and the American way! And now, another exciting episode, in The Adventures of Superman! | ” |

Em tradução para a língua portuguesa:
| “ | “Mais rápido que uma bala! Mais poderoso que uma locomotiva! Capaz de pular edifícios altos em um único salto! ("Olha! Lá no céu!" "É um pássaro!" "É um avião!" "É o Super-Homem !")... Sim, é o Super-Homem ... estranho visitante de outro planeta, que veio à Terra com poderes e habilidades muito além dos homens mortais! Super-homem…... que pode mudar o curso de rios caudalosos, dobrar o aço em suas mãos, e que, disfarçado de Clark Kent, o repórter bem-educado de um grande jornal metropolitano, luta uma batalha interminável pela justiça, verdade e o jeito americano! E agora, mais um episódio emocionante, em “The Adventures of Superman”! | ” |

A partir da segunda temporada, a última frase ("mais um episódio emocionante") foi descartada. Mais tarde, quando a Kellogg's já não era a patrocinadora, as aberturas dos episódio foram reeditadas para remover a linha de abertura dirigida à empresa.

### Música
O score musical para a série foi feito a partir de bibliotecas de música de ação, muitas vezes em adaptações de músicas de filmes B. Por exemplo, uma tomada utilizada no episódio "Peril by Sea" também aparece em Plan 9 from Outer Space. Aparentemente, a única música original escrita para a série foi the March, principalmente durante os créditos. O tema é atribuído ao arranjador do estúdio, Leon Klatzkin, embora possa ter sido adaptado de um tema anterior (atualmente perdido), não relacionado com a série.
O tema principal, baseado em uma tríade, era acompanhado das três sílabas no nome do personagem, como foi o caso com quase todas as músicas do Superman. Com exceção do tema título, sugestões musicais variam desde o tema mais sério para o mais leve e foram diferentes para cada uma das temporadas. Os momentos musicais de cada temporada tendem a ser usados repetidamente de episódio em episódio, conforme momentos com "humor", com apreensão ou com ação rápida. O tema de abertura de créditos foi muitas vezes (mas não sempre) usado em cenas do Superman voando ou agindo.

### Patrocínio
O patrocinador do show foi a Kellogg's, fabricante de flocos de milho e outros cereais, em um patrocínio contínuo desde os tempos do rádio. Os personagens da série de TV fizeram uma série de comerciais de TV promovendo os produtos de cereais (geralmente apresentado como "comerciais integrados" no final do programa), alguns dos quais estão preservados na série de DVD lançada posteriormente. Algumas versões do programa continham uma introdução vocal: “Kellogg's”, o maior nome dos cereais, apresenta ...”The Adventures of Superman”. A frase era dita pelo apresentador Charlie Lyon, que foi locutor principal da Kellogg's no rádio e nos comerciais de TV da época. O patrocinador solicitou, originalmente, o uso dessa frase no início da introdução em cada episódio da série, bem como, a partir da segunda temporada, o logotipo da empresa na introdução e no final dos créditos finais. Quando a Kellogg's deixou de ser patrocinadora da série, o logotipo e a frase introdutória foram retirados de algumas cópias, principalmente quando a Warner Bros Television adquiriu os direitos de distribuição.

### Efeitos especiais
Enquanto atualmente se considera simples o efeito de voar, o voo de Superman na série foi considerado avançado para a época. O voo envolvia três fases: decolagem, voo e aterrissagem. Cabos e fios foram utilizados para a decolagem nos primeiros episódios, e Reeves foi às vezes substituído por dublês. Quando Reeves chegou perto de sofrer um traumatismo no episódio "Ghost Wolf" (os fios de apoio bateram e ele caiu no chão do estúdio), cabos e fios foram descartados e um trampolim foi trazido, projetado por Thol "Si" Simonson”, que permaneceu com a série até seu final. Reeves seria colocado na armação, bateria no trampolim que o impulsionaria para fora (por vezes sobre a câmera), e para um estofamento. O trampolim tinha força suficiente, juntamente com a manipulação sutil de câmera, para fazer parecer como se ele estivesse realmente decolando. As cenas de voo eram acompanhadas por um número relativamente pequeno de tomadas repetidas. A técnica típica apresentava imagens de Reeves esticada em um dispositivo do tipo espátula formado pelo seu tronco e pernas, operado em um contrapeso como uma haste de microfone. Nas duas temporadas monocromáticas, Reeves foi ocasionalmente filmado em frente de imagens aéreas na tela de projeção, ou contra um fundo neutro. Essa filmagem foi emaranhada em vários cenários, dependendo das necessidades do episódio: as nuvens, os edifícios, o oceano, florestas de montanha, em que ele aparece voando. Para os episódios coloridos, uma técnica mais simples e mais barata em um suporte de ciclorama neutro foi utilizada, normalmente com céu azul, ou preto para fotos noturnas. Técnicas para pousos envolviam Reeves pulando de uma escada ou segurando uma barra de fora da câmara horizontal e balançando-se.

## Personagens e elenco

### Personagens principais
- Superman/Clark Kent/Kal-El, interpretado por George Reeves, é originário do planeta Krypton e foi mandado para a Terra na infância, crescendo sob os cuidados de Eben e Sarah Kent.  Quando adulto, passou a trabalhar como repórter no Daily Planet, sob o nome de Clark Kent. A despeito de a série descrever Kent como meigo e educado, ele é geralmente assertivo e firme durante situações em que não é o Superman. Ele usa seus superpoderes trabalhando contra o crime em Metropolis e é frequentemente chamado para resgatar seus companheiros Jimmy Olsen e Lois Lane. O Superman da série de televisão desenvolveu superpoderes além de seus precursores no rádio, desenhos animados, quadrinhos, seriados e teatro. Em algumas ocasiões ele separou suas moléculas para atravessar paredes, viajou através de linhas telefônicas, tornou-se invisível e, dividido em dois, manteve os seus poderes tradicionais de raio-X, visão microscópica, super-digitação, super audição, super-sopro, super-força, voo, e um domínio de línguas estrangeiras[5]. Os pais de Superman aparecem no primeiro episódio.
- Lois Lane é a jovem repórter do Daily Planet ao lado de Clark Kent. Ela é uma elegante e competente profissional, que suspeita que Kent é o Superman e aguarda uma oportunidade para confirmar suas suspeitas. Nos episódios feitos por Noel Neill, Lois se apaixona pelo Homem de Aço e sonha em casar com ele; em um dos episódios, Lois retorna à sua cidade natal. Interpretada por Phyllis Coates na primeira temporada, e substituída depois por Noel Neill.
- Jimmy Olsen é um jovem repórter e fotógrafo do Daily Planet, que trabalha ao lado de Kent e Lane. A mãe de Jimmy aparece em um dos episódios. Embora infantil nos seus gostos e senso de humor, Jimmy ocasionalmente exibe astúcia madura, coragem e decisão. Interpretado por Jack Larson.
- Perry White é o impaciente editor do Daily Planet. Às vezes ele participa das perigosas aventuras de Lois e Jimmy. Ele trata os criminosos e bandidos com desdém e desprezo nobre. A irmã de Perry, Kate, aparece num episódio da primeira "Drums of Death"; ele tem um sobrinho, Chris, que aparece num episódio da segunda temporada, "Jet Ace". Perry White é interpretado por John Hamilton.
- Inspector Henderson da polícia de Metrópolis é um amigo da equipe do Daily Planet e trabalha em conjunto com suas investigações sobre os crimes da cidade. Henderson tem um filho adolescente chamado Ray, que aparece em um dos episódios. Henderson foi uma criação dos escritores da época da rádio. Interpretado por Robert Shayne.

### Personagens recorrentes
- Professor Pepperwinkle é um inventor idoso e distraído, cujos inventos causam grandes problemas ao Superman e preocupações, em cinco episódios, durante as últimas três temporadas coloridas. Interpretado por Phillips Tead.
- Tio Oscar é um inventor excêntrico que aparece em dois episódios da segunda temporada. Ele também é chamado de "Professor Quinn" no episódio final. Interpretado por Sterling Holloway, que teve um personagem semelhante, Professor Twiddle, no episódio da terceira temporada, "Through the Time Barrier".
- Miss Bacharach é uma nervosa e facilmente enganada recepcionista do Daily Planet que aparece em três episódios da primeira temporada e é mencionada em dois outros. Interpretada por Dani Nolan, Aline Towne e Almira Sessions.
- Professor Lucerne é um velho amigo do Superman que lhe dá supervisão científica, e aparece em dois episódios consecutivos da temporada final. Interpretado por Everett Glass.

### Participações especiais
Os vilões da série são, geralmente, bandidos genéricos, gangsters, cientistas do mal, empresários desonestos, ou espiões de países estrangeiros fictícios. Tris Coffin, Herb Vigran, John Eldredge, mais conhecido como Harry Archer em Meet Corliss Archer (1954), Philip Van Zandt e Ben Welden fazem vários vilões desde o inicio da série. Os principais atores a trabalhar no Superman foram:
- Claude Akins como Ace Miller, criminoso em "Peril by Sea";
- Mabel Albertson como Kate White, irmã de Perry White em "Drums of Death";
- Hugh Beaumont como Dan Grayson, um ex-presidiário que quer reformar sua vida em "The Big Squeeze";
- John Beradino como Dexter Brown, em "The Unlucky Number";
- James Brown como Jim Carson em "Around the World with Superman" (1954)
- Paul Burke como Ace, um criminoso em "My Friend Superman";
- Jimmy Dodd como Jake em "Double Trouble";
- Chuck Connors como Sylvester Superman em "Flight to the North";
- Billy Gray como Alan, um adolescente que tira uma foto de Superman que pode revelar sua identidade terrena, em "Shot in the Dark";
- Dabbs Greer, que aparece em "Superman on Earth", o primeiro episódio, como um homem caindo de um dirigível; como um homem injustamente condenado por homicídio em "Five Minutes to Doom", e no duplo papel de Mr. Pebble/ Dan Dobey em "The Superman Silver Mine";
- Ed Hinton como Cave Man em "Through the Time Barrier" e como Joe em "The Phantom Ring"
- Russell Johnson como Chopper em "The Runaway Robot";
- Joi Lansing como Sergeant Helen J. O'Hara, uma policial em "Superman's Wife";
- Tyler MacDuff como Frankie em "The Boy Who Hated Superman";
- Vic Perrin como o marinheiro "Scurvy" em "The Golden Vulture";
- Ann Tyrrell como Miss Walto em  "The Deserted Village";

Outros veteranos de filmes de cinema e televisão que apareceram na série incluem George E. Stone, James Craven, Dan Seymour, Victor Sen Yung, Maudie Prickett, John Doucette, Norma Varden, Roy Barcroft e George Chandler.
O irmão de Tommy Carr, Steve, apareceu como extra em quase todos os primeiros 26 episódios, e muitas vezes em mais papéis de caráter substancial. Ele também foi diretor de diálogo do programa, e foi o homem que aponta "para cima no céu" nas introduções da série em preto e branco.

## Episódios
Os episódios apresentam o Superman em batalhas contra gangsters, vilões, cientistas do mal, além de perigos tais como asteróides, robôs e máquinas radioativas. No primeiro episódio, são dramatizadas sua infância em Krypton, a chegada à Terra, e sua criação por um casal de fazendeiros. Nos episódios sucessivos, ele concilia sua super-identidade com o comportamento suave de Clark Kent, no Daily Planet, e em momentos críticos, corre para um armário ou um beco, joga suas roupas e reaparece em trajes de super-herói para resgatar algum infeliz das garras dos malfeitores.

## Temas
Superman chegou à televisão em 1952 com um histórico mitológico que incluía revistas em quadrinhos, um livro, uma série no rádio, dois seriados para o cinema e diversas animações curtas do Fleischer Studios. Nenhum dos famosos inimigos, como Lex Luthor e Brainiac, apareceu na série de TV, mas sim Mr. Zero, um marciano em miniatura, sugerindo o Mr. Mxyzptlk dos quadrinhos, fez uma aparição em um episódio da quinta temporada em cores. O mais importante elemento incorporado à série foi a mitológica vulnerabilidade de Superman à Kryptonita. Outro elemento da mitologia foram as suspeitas de Lois Lane em relação a verdadeira identidade de Clark Kent e sua paixão romântica por Superman.

## Cancelamento e legados
Em 1958, o produtor Whitney Ellsworth criou Superpup, um filme piloto nunca exibido, que colocava o mito de Superman em um mundo imaginário povoado por cães, numa série que se destinava a capitalizar o sucesso da série-mãe.
Os produtores planejavam continuar Adventures of Superman em 1959, com mais dois anos de episódios, os quais começariam a ser transmitidos na temporada de 1960. A morte do ator John Hamilton atrapalhou tais planos. O ator Pierre Watkin foi cogitado para substituir Hamilton como "Perry White's brother" (Watkin fizera Perry White em dois seriados da Columbia Pictures).
A morte repentina de George Reeves, em junho de 1959, não foi o fim da série aos olhos dos produtores. Quando Jack Larson voltou da Europa depois da morte de Reeves, o produtor sugeriu que a série poderia continuar como "Amigo do Super-Homem, Jimmy Olsen" com mais foco em Larson continuando a sua personagem, atuando ao lado de "Superman", que seria um composto de tomadas de George Reeves e um dublê sósia filmado por trás. Larson rejeitou a ideia, e a série realmente acabou.
Outra ideia foi o filme piloto produzido por Whitney Ellsworth em 1961: The Adventures of Superboy.  Johnny Rockwell estrelava um jovem Clark Kent em Smallville, e como Superboy usava um traje similar ao de George Reeves. Apesar de 13 roteiros terem sido escritos, apenas o piloto foi filmado.
Nos anos 1970, muitas escolas nos Estados Unidos saudaram Noel Neill, que encantou os fãs com mostras de vídeos, anedotas e histórias sobre sua participação na série. Neill e o Superman original do seriado de 1948, Kirk Alyn, personificaram os pais de Lois Lane no filme Superman, de 1978. Sua cena de diálogo foi cortado para os cinemas, mas voltou na sua totalidade quando o filme foi exibido na TV e, posteriormente, na restauração de 2000. Neill e Jack Larson, ambos fizeram uma aparição na série de TV Superboy (1988), no episódio "Paranoia", durante a quarta temporada do seriado.
Larson foi escalado como um “homem-na-rua” num comercial da American Express chamado The Adventures of Seinfeld & Superman, com Jerry Seinfeld, sob a voz de Patrick Warburton. Larson também teve uma participação em Lois & Clark, interpretando um velho Jimmy Olsen. Como Neill, Larson teve participação em diversas convenções ligadas ao Superman, e também fez comentários sobre alguns dos episódios durante o lançamento dos DVDs em 2005 e 2006, e o documentário de 2006 sobre a história do personagem Superman, 'Look, Up in the Sky, além de pequenos papéis no filme de 2006, Superman Returns.
Robert Shayne recebeu um papel recorrente como "Reggie", um vendedor de jornais cego em The Flash em 1990-91, pois os produtores estavam cientes de sua conexão com Superman. Shayne estava, na verdade, cego nessa época.
Phyllis Coates desempenhou o papel de mãe de Lois Lane, em um episódio de 1993 de Lois & Clark: The New Adventures of Superman, por sugestão do convidado Jim Beaver, também biógrafo de George Reeves.
O Orfanato Coates, em Metropolis, que aparece no episódio "Season's Greedings", de Lois & Clark: The New Adventures of Superman, foi assim chamado por ela.

## Mídia

### Histórico da transmissão
Como toda série patrocinada, vendida de maneira independente, não há uma data de estréia nacional para “Adventures of Superman”. O Internet Movie Database (IMDb) data como estréia 19 de setembro de 1952 e, embora esta data não possua uma fonte, é geralmente aceita como a estréia na televisão e se acredita ser a de Chicago e da primeira data de estréia[carece de fontes?]. Foi vista pela primeira vez em Los Angeles na KABC-TV (KECA) em 9 de fevereiro de 1953, e exibida pela primeira vez em Nova Iorque na WABC-TV em 1 de abril de 1953.
Após o cancelamento, a série foi vista em reprises.

### Datas da autoria
As datas da autoria dos episódio são confusas. Quando a série foi reprisada, a Kellogg's deixou de ser patrocinadora e seu nome teve de ser retirado a partir dos títulos de abertura. Por razões de conveniência e de normalização, a distribuidora usou um título sequencial de ações (de 1951) para todos os episódios em preto e branco, e um título de royalties (de 1957) para todos os episódios coloridos. O fechamento dos títulos permaneceu inalterado, por isso, as datas corretas de direitos autorais aparecem no final de cada episódio.

### Marketing
Em 1976, Gary H. Grossman publicou '”Superman: Serial to Cereal”, um volume considerado por muitos um estudo definitivo da série. Em 1987 e 1988, a Warner Home Video lançou episódios selecionados para VHS e LaserDisc, sob o título TV's Best Adventures of Superman, com quatro volumes lançados no total. Cada volume continha um episódio em preto e branco e em um episódio colorido, além de um curta de animação de Max Fleischer. A Columbia House lançou 20 volumes VHS da série sob o título Adventures of Superman: The Collector's Edition, com cada fita de vídeo contendo três episódios, que só era disponível através de assinaturas pelo correio durante a década de 1990.
Em 2003, Truth, Justice, & The American Way: The Life And Times Of Noel Neill, The Original Lois Lane foi publicado e, em 2007, o filme Hollywoodland foi lançado em DVD.

## Recepção

### Crítica
Em 8 de abril de 1953, a Variety assim analisou a estreia em 1º de abril, em Nova York:
| “ | It's to National Comics credit that its television version is restrained on the scripting side and well done technically ... Filming is top-notch, with no expense spared to get those special effects. George Reeves, who acts Superman, doesn't have too much of a role in the initial pix, since most of it deals with boyhood of the hero, but he registered nicely as the meek reporter and as the hero. Phyllis Coates was okay as Lois Lane, the girl reporter, while John Hamilton fits the fictitious concept of the editor. Other roles were well handled. | ” |

Em tradução para língua portuguesa:
| “ | “É crédito da National Comics que a versão televisiva é fiel ao script e tecnicamente bem feita ... A filmagem é excelente, sem nenhuma despesa poupada para obter esses efeitos especiais. George Reeves, que interpreta Superman, não tem muita atuação no pedaço inicial, já que esse trata da infância do herói, mas ele registrou muito bem como o repórter manso e como o herói. Phyllis Coates estava bem no papel de Lois Lane, a jovem repórter, enquanto John Hamilton se encaixa no conceito fictício do editor. Outros papéis foram bem tratados”. | ” |

### Prêmios e indicações
A série recebeu uma homenagem em julho de 2001, no 50º aniversário, pela “Los Angeles County Board of Supervisors”, em uma cerimônia com participação de Jack Larson, Noel Neill, Robert Rockwell (Jor-El), Jeff Corey, Sra. Robert Shayne e Sra. Jerome Siegel. A homenagem foi recebida pelo Vice Presidente da DC Comics, Paul Levitz.
Em 2003, George Reeves recebeu uma indicação para o prêmio da TV Land "Superest Superhero".  Dois anos depois, ele recebeu uma indicação da TV Land para o prêmio "Out of This World".
Em 2006, a primeira temporada da série recebeu uma indicação para o Saturn Award por "Best Retro Television Release on DVD". Em 2007, as seis temporadas completas da série receberam o Saturn Award da “Academy of Science Fiction, Fantasy, and Horror Films” por "Best Retro Television Series Release on DVD".

### Gerais
- Adventures of Superman: Complete Series. DVD. Warner Bros. Entertainment Inc., 2005, 2006.
- Grossman, Gary H. Superman: Serial to Cereal. Popular Library, 1976.